# Sud Airlines
Sud Airlines — французька компанія, що базувалася в Марселі зі штаб-квартирою в Екс-ан-Прованс, Франція. Закрита в 2008 році.

## Історія
Компанія зареєстрована у 2003 році з кодом ІКАО SDU (код IATA не присвоєно); виконувала чартерні рейси з Марселя в Африку, Азію та на Карибські острови. Флот складався з одного літака McDonnell Douglas DC-10-30 (DC-10 msn 46997)
У 2008 році компанія була закрита.